# 2 Cudzoziemski Pułk Powietrznodesantowy
2 Cudzoziemski Pułk Powietrznodesantowy (fr. 2 Régiment étranger de parachutistes, 2REP) – jednostka Legii Cudzoziemskiej, wchodząca w skład 11 Brygady Powietrznodesantowej, w armii francuskiej.
Spadkobierca tradycji cudzoziemskich batalionów powietrznodesantowych z Indochin i cudzoziemskich pułków powietrznodesantowych z Algierii, 2 REP jest jednym z czterech pułków bojowych należących do francuskiej 11 Brygady powietrznodesantowej.
Jednostka stacjonuje w Calvi na Korsyce. Liczy 1160 legionistów, tworzących 9 kompanii, w tym 5 bojowych.

## Skład pułku
- kompania dowodzenia i logistyki (CCL)
- kompania administracyjno kwatermistrzowska (CAS)
- kompania zabezpieczenia (CMR) 5° Cie
- kompania wsparcia i rozpoznania (CEA)
- kompania rezerwistów (CER) 6° Cie
- 1 kompania do walki w terenach zabudowanych
- 2 kompania górska
- 3 kompania amfibii
- 4 kompania destrukcji i snajperska
- Grupa Komandosów Spadochroniarzy (GCP)
  - 3 sekcje po 10 żołnierzy

Każda z 5 kompanii bojowych posiada własną specjalizację. Jest to specyfika tego regimentu, niespotykana w innych jednostkach Francuskich Sił Zbrojnych.

## Historia
2ème REP jest bezpośrednim spadkobiercą 2ème Bataillon étranger de parachutistes, czyli 2 Batalionu powietrznodesantowego. Jest jedyną jednostką powietrznodesantową w Legii Cudzoziemskiej. 2ème REP jest również spadkobiercą wszystkich jednostek spadochronowych z Legii Cudzoziemskiej z Indochin i z Algierii, czyli kompanii spadochronowej z 3ème Régiment étranger d’infanterie (3REI), która była pierwszą tego typu kompanią, 1er, 2ème i 3ème Bataillons étrangers de Parachutistes z Indochin oraz 1er Régiment étranger de Parachutistes z Algierii.
2ème BEP powstał w Satif w 1948 roku. Od początku 1949 roku, batalion ten brał udział w wojnie w Indochinach; pozostał tam do 1955 roku, z tą datą regiment ten został przeniesiony do Algierii otrzymując najwyższe odznaczenie, sznur w kolorze Legii Honorowej. To właśnie z tej epoki wywodzi się aktualna struktura i jednostka otrzymała nazwę 2ème REP.
W 2010 r. poległ w walce w Afganistanie Polak legionista sierżant Konrad Rygiel z pułkowego GCP pełniący służbę w Task Force Altor.

### 1948–1962
- wojna w Indochinach : 1948-1955
- wojna w Algierii : 1955-1962

### 1962–1990
- operacja Bonite (Kolwezi–Zair) 1978
- operacja Tacaud (Czad) 1978
- operacja Epaulard (Liban) 1982
- operacja Manta (Czad) 1983–1984
- operacja Epervier (Czad) 1986–1987
- operacja Requin (Gabon) : 1990
- operacja Daguet (Zatoka Perska) : 1990–1991
- operacja Noroit (Rwanda) 1990–1991

### 1992-2010
- operacja Oryx (Somalia) 1992
- operacja Turquoise (Rwanda) 1994
- operacja Godoria i Iskoutir (Dżibuti) 1991–92-93
- operacja Forpronu(Bośnia) : 1992–1993
- operacja Hermine (Bośnia) 1995
- operacja Almandin (Republika Środkowoafrykańska) 1996
- operacja Pelikan (Brazzaville) 1997
- operacja SFOR (Bośnia) 1999
- operacja KFOR (Kosowo) 2000–2001
- operacja Licorne (Wybrzeże Kości Słoniowej) 2003
- operacja Licorne (Wybrzeże Kości Słoniowej) 2005-2006
- operacja Pamir (Afganistan) 2010

## Galeria

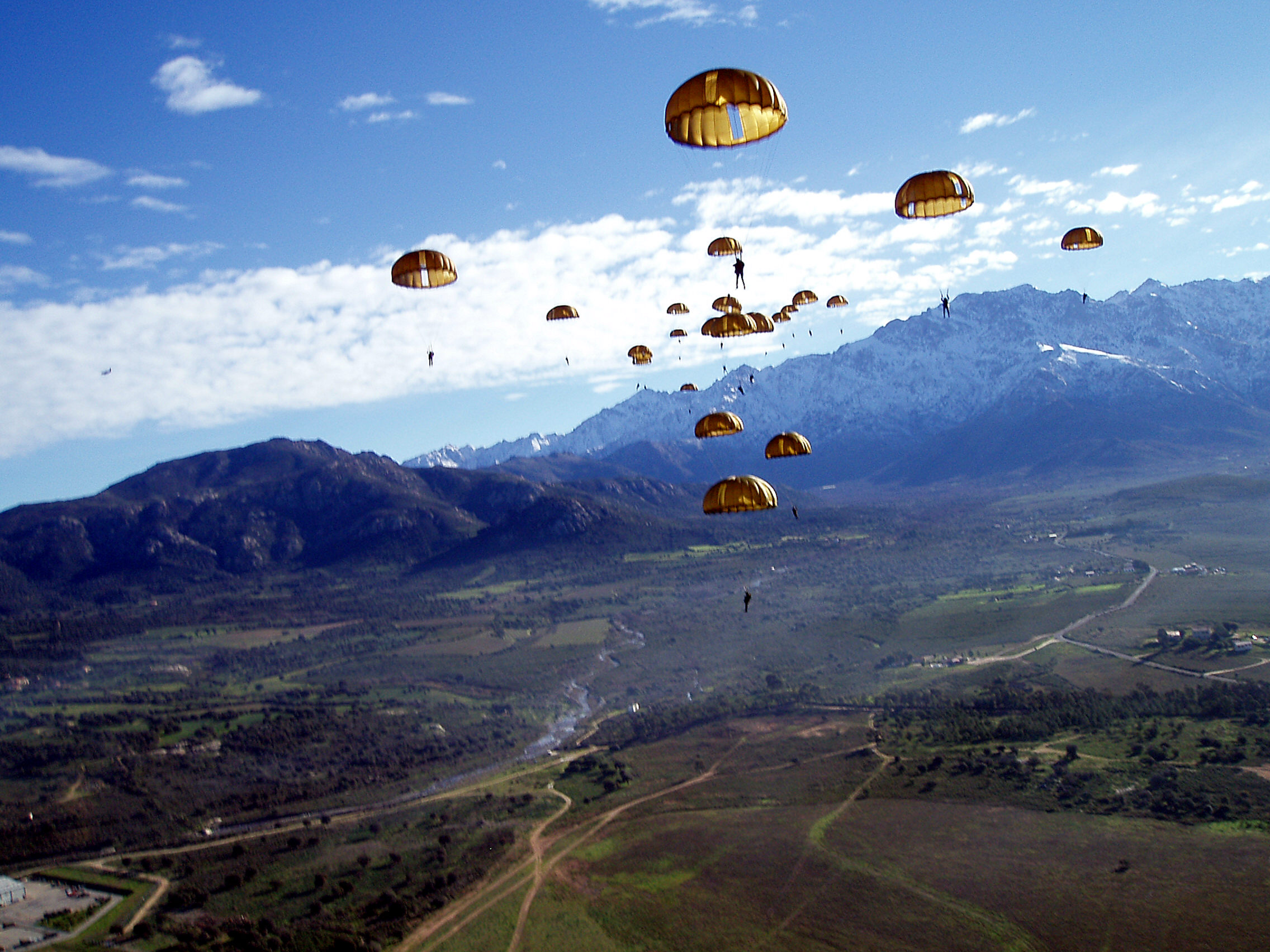
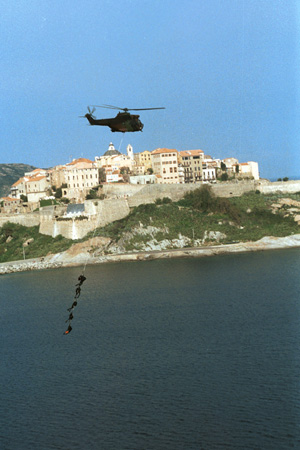
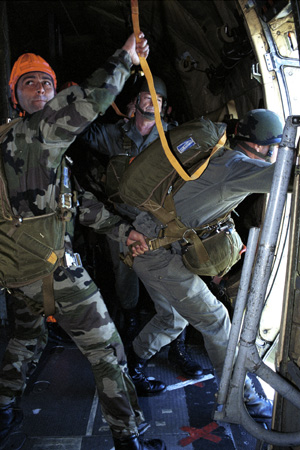
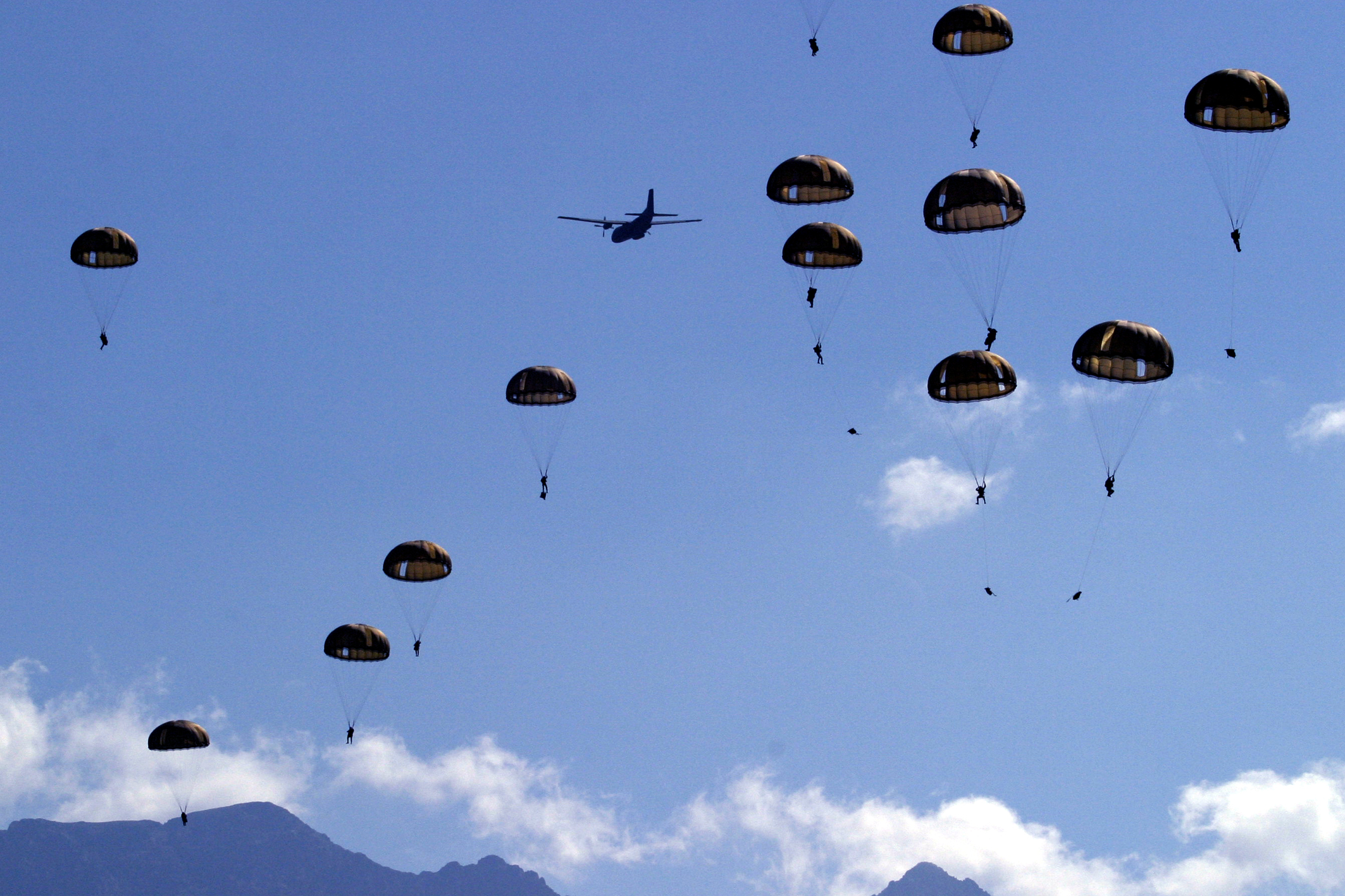